# Unterwerk Vorderprättigau
Das Unterwerk Vorderprättigau ist ein Umspannwerk bei Seewis im Prättigau im Kanton Graubünden. Das Unterwerk ist im Besitz des Energieversorgers Repower und wurde 1993 bis 1994 nach Plänen von Conradin Clavuot im Stil des Brutalismus errichtet. Bauherr war die AG Bündner Kraftwerke aus Klosters.
Das Umspannwerk dient unter anderem dazu, die elektrische Energie vom Kraftwerk Taschinas in das öffentliche Verbundnetz einzuspeisen. Die Anbindung des Kraftwerks erfolgt über ein Erdkabel, das mit 50 kV betrieben wird.

## Architektur
Der Churer Architekt Conradin Clavuot entwarf einen geschlossenen Kubus entlang der Nationalstrasse 28. Der Bauingenieur Jürg Conzett vom Ingenieurbüro Branger & Conzett war verantwortlich für den Nachweis der Tragfähigkeit der Transformatorenstation.
Der Sichtbetonbau mit seinem streng geregelten Schalungsbild wirkt wie ein Monolith. Die Oberflächen der Türöffnungen wurden entsprechend dem Sichtbeton des Gebäudes gestaltet.
Das Bauwerk wurde vom Architekturfotografen Christian Kerez fotografisch dokumentiert.

## Auszeichnungen und Preise
- 1995: Auszeichnung – Neues Bauen in den Alpen
- 1994: Auszeichnung für gute Bauten Graubünden